# Die Stimme des Herzens (1924)
Die Stimme des Herzens ist ein knapp zweistündiges deutsches Stummfilmmelodram aus dem Jahre 1924 von Hanns Schwarz mit Mary Johnson und Agnes Gräfin Esterházy in den Hauptrollen.

## Handlung
Die naturverbundene Helga ist die Tochter eines Sägewerkmüllers und hat sich in den leichtsinnigen Mikkelsen verliebt, eine ziemlich rohe Natur. Gegen den väterlichen Willen heiraten die beiden. Rasch wird Helga, die ihrem Mann in die Stadt folgt, von diesem schwanger und bekommt ein Kind. Mikkelsen legt dort seine schlechten Eigenschaften nicht ab und schafft seiner zarten Gattin eine wahre Ehehölle. Bald wird er infolge einer heftigen Schlägerei von der Polizei eingesperrt, und Helga muss zusehen, wie sie fortan sich und ihr Kind durchbringt. Zu allem Überfluss verliert Helga auch noch ihre Arbeit, und da sie nun nicht mehr für sich und das Würmchen sorgen kann, entscheidet sie sich dazu, schweren Herzens das Kind an wohlhabendere Leute, das Ehepaar Ebba und Viktor Lindquist, abzugeben. Die haben soeben ihr eigenes Töchterchen auf tragische Weise verloren. Für Ebba scheint sich durch diese schicksalhafte Wendung ein Hoffnungsschimmer auf ein neues Glück abzuzeichnen.
Die Trennung von dem einzigen Menschen, der ihr wirklich etwas bedeutet, erträgt Helga jedoch nicht und droht darüber erst in Depressionen zu versinken und schließlich dem Irrsinn anheimzufallen. Die Stimme des Herzens ruft ständig nach ihrem Kind. Der Einzige, der dies erkennt, ist der junge Arzt Dr. Axel Wyborg, der als Hausarzt der neuen Eltern den Kontakt zwischen diesen und Helga zustande brachte. Er veranlasst, dass Helga ihren Nachwuchs zurückerhält, was sich auch nachhaltig auf ihre seelische Gesundung auswirkt. In der Zwischenzeit ist Mikkelsen aus der Haft entlassen worden, und der hat nichts wichtigeres zu tun, als denjenigen Kumpel aufzusuchen, dem er die Schuld ans einem Knastaufenthalt gibt. Wieder kommt es zu einer handfesten Keilerei, und beide Männer stürzen von einem Gerüst in den Tod. Helga gelingt jedoch der Neubeginn: Sie heiratet den hilfreichen, feinsinnigen Arzt, der sie liebt und ihrem Kind ein würdiger und liebevoller Vater sein wird.

## Produktionsnotizen
Die Stimme des Herzens entstand Mitte 1924 in Berlins Grunewald-Atelier, passierte am 29. Oktober desselben Jahres die Zensur und wurde am darauf folgenden Tag im Rahmen einer Pressepräsentation im Hotel Esplanade uraufgeführt. Die Länge des mit Jugendverbot belegten Neunakters betrug 2987 Meter. In Österreich lief der Streifen, der dort sieben Akte besaß, am 15. Jänner 1926 an.
Franz Schroedter gestaltete die Filmbauten.

## Kritik
Das „Neue Wiener Tagblatt“ schwärmte in blumigen Worten: „Ein feiner, duftiger Roman von der allgewaltigen Liebe, die in ihrer Stärke Mauern niederreißt. Das Spiel ist so zart und dabei so dramatisch bewegt, daß er unaufhörlich in Bann hält. Es ist das hohe Lied der Mutterliebe, die Symphonie der heißen Leidenschaft.“